# Kasteel De Bockenhof

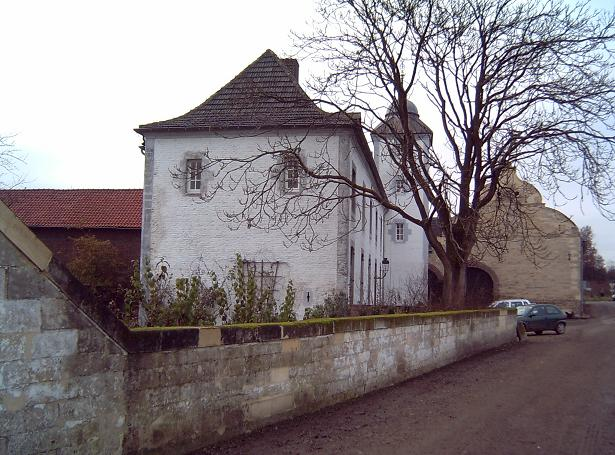
Kasteel Bockhof in Groot-Haasdal

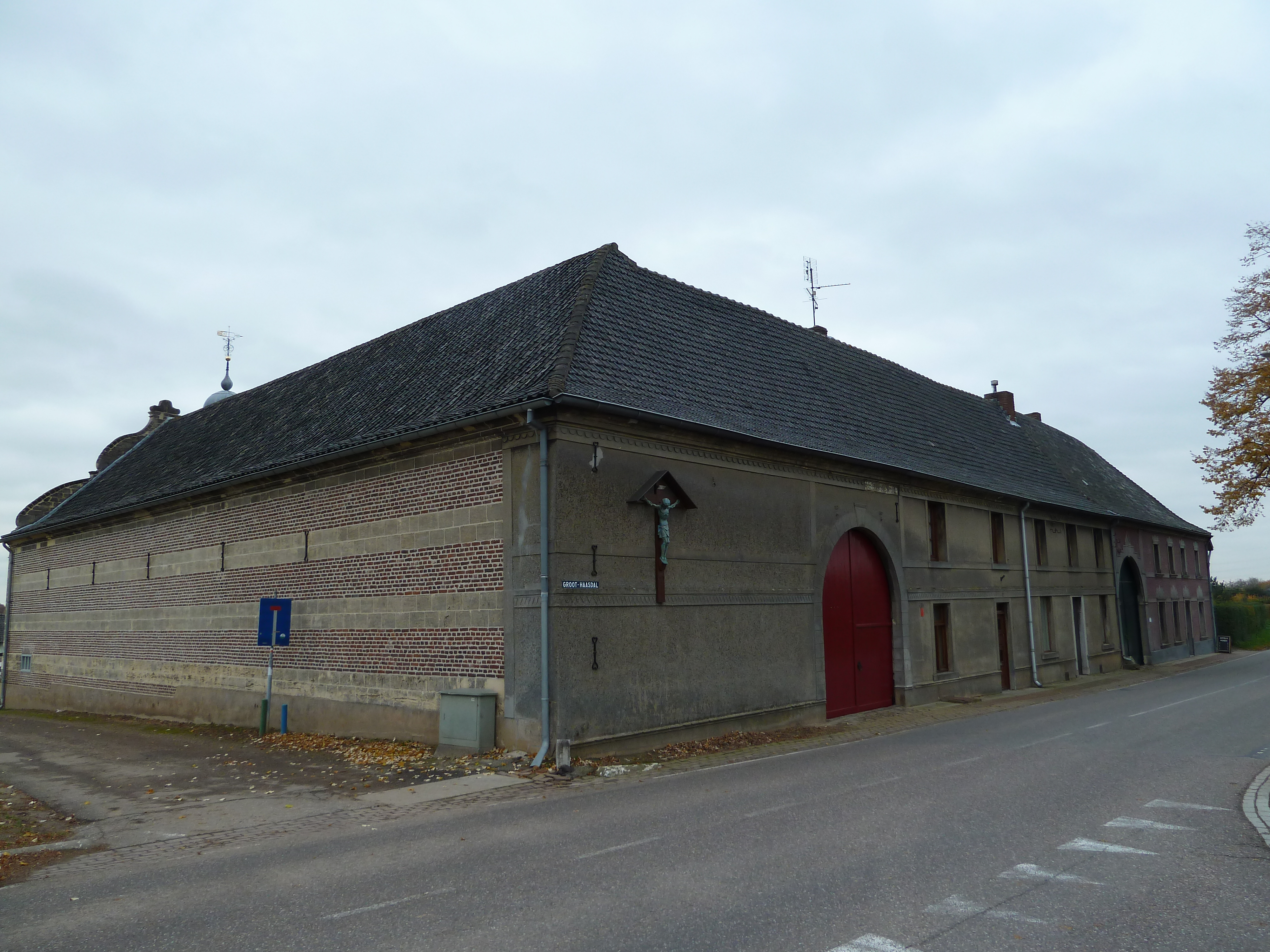
Straatzijde

Kasteel De Bockhof (of Bockenhof), ook wel Obbendorf of Huis Haasdal genoemd, bevindt zich in het gehucht Groot Haasdal bij Schimmert in de gemeente Beekdaelen in Nederlands Limburg. Het complex is rijksmonument.

## Ligging en omschrijving van het kasteel
Het complex bestaat uit een herenhuis, de Obbendorf, en een pachtboerderij. Onder een schuur bevinden zich nog twee tongewelven die wijzen op een nog ouder gebouw. Bij een verbouwing in 1848 is dit gebouw verdwenen. De pachthof ligt aan de weg Groot-Haasdal. Het kasteel, dat via een weggetje langs de hof bereikbaar is, is een witgepleisterd, uit twee lagen opgebouwd bakstenen gebouw, met hardstenen deur- en vensteromlijstingen. Aan de noordzijde heeft het een krulgevel. Het vierkante torentje uit 1677 is voorzien van een tentdak met daarop een koepeltje en een spits in de vorm van een doorgesneden ui. Op deze ui staat een windvaan uit 18e eeuw, voorzien van het familiewapen van Von Bock.
De rechthoekige kasteelhof is gedeeltelijk gebouwd in mergel. De twee grote rondboogpoorten aan het binnenplein hebben randen uit baksteen. Een van de bakstenen muren van de schuur is gelardeerd met mergelstenen speklagen. De hof heeft een grote voluutgevel met in de top twee uilengaten.

## Geschiedenis
Op een latei in de toren is te lezen dat "arnoldus godefridus de bock me restauravit 1677" de toren heeft gebouwd tezamen met de zuid- en oostgevel. Deze laatste gevel is in het begin van de 19e eeuw gerenoveerd in neoclassicistische stijl. De schietgaten zijn gehandhaafd. Rond 1960 volgde weer een renovatie en hierbij werden de vensters voorzien van hardstenen omlijstingen, die afkomstig waren van het gesloopte kasteel Walborg in Ohé en Laak. De eetkamer is onderkelderd met een tongewelf. Het interieur van de bel-etage, hal en kamers stamt uit het begin van de 19e eeuw.
De pachthof bestaat uit een schuur en een pachterwoning. Na 1840 hoort deze niet meer bij het kasteelgoed. Het herenhuis krijgt dan een aparte ingang via een zijweggetje langs de schuurgevel. De ruimte tussen de hof en het kasteel wordt dan een binnenplein, dat aan de oostkant wordt afgesloten door een poort. Hierna volgt nog een tweede splitsing. Een stalvleugel, haaks op de weg Groot-Haasdal, wordt dan gedeeld, beide delen worden als woning ingericht elk voor een aparte eigenaar. De voorgevels worden op een gegeven moment voorzien van sierpleisterwerk.

## Bewoners
Het riddergeslacht Van Hafkesdael is sedert 1232 voor het eerst vermeld in Haasdal en zou daar een versterkt huis of kasteel hebben gehad. Van het kasteel Obbendorf is pas eeuwen later sprake. De naam Obbendorf zal in de 17e eeuw verschijnen. Waarschijnlijk gaat die naam terug naar de Limburgse zegswijze oben 't dörp vanwege de ligging boven of achter in het gehucht. De naam Bockhof dateert ook uit deze tijd vanwege de familie Von Bock. Deze familie komt oorspronkelijk uit Aken en in de 17e eeuw heeft zij meerdere kastelen in eigendom gekregen, waaronder ook Obbendorf. In 1729 vindt er een boedelscheiding plaats, waarbij Peter Willem Frederik von Bock het herenhuis krijgt en zijn zuster Anna von Bock de hof. In 1745 sterft Peter Willem Frederik kinderloos. Het complex komt dan in handen van Anna Maria von Bock. Zij is getrouwd met Nicolaes Somija, de pachtboer. Zij krijgen negen kinderen waardoor het erfgoed geheel versnippert. In 1796 trouwt Maria Somija met Thomas Hondts waardoor deze de nieuwe eigenaar wordt. Hij wordt in de tijd van de Franse bezetting ook de burgemeester van Schimmert.
In 1848 laat eigenaar-landbouwer Nicolaas Voncken, getrouwd met Maria Ida Loyens, nog enige verbouwingen uitvoeren. Een gevelsteen met het jaartal 1848 en de initialen FWV en MIL herinneren hieraan. Hun zonen verpachten dan het huis en het bijbehorende land sedert 1929.
In 1942 is er een grote brand na een blikseminslag.
In 1959 wordt de familie Stassen door koop eigenaar en laat de gebouwen met hulp van Monumentenzorg restaureren.
In 2018 besluit de toenmalige gemeente Nuth, in samenwerking met Monumentenzorg, om tot een grootscheepse restauratie over te gaan. Het gebouw krijgt daarbij mogelijk ook een andere bestemming.

## Bron
- Dit artikel of een eerdere versie ervan is een (gedeeltelijke) vertaling van het artikel Kesjtièl Obbendorf op de Limburgstalige Wikipedia, dat onder de licentie Creative Commons Naamsvermelding/Gelijk delen valt. Zie de bewerkingsgeschiedenis aldaar.
- 2005 Kastelen in Limburg ISBN 9053452699

Aerwinkel · Kasteel Afferden · Aldt Huys · Aldenborgh · Kasteel Aldenghoor · Aldenhoven · Alte Burg · Kasteel Amstenrade · Slot Annendael · Kasteel Arcen · Baersdonck · Bakvliet · Baronsberg · Baxhof · Beegden ·  Benzenrade · Kasteel De Berckt · Kasteel Bethlehem · Beusdaelshof · Binsfeld · Huis Blankenberg · Kasteel Bleijenbeek · Blitterswijck · Boerlo · Bolberg · Bollenberg · Kasteel De Bongard · Borggraaf · Kasteel d'Erp · Kasteel Borggraaf · Kasteel Borgharen · Kasteel Born · Huis Bree · Breust · Kasteel Broekhuizen · Broekhuizen · Gracht Burggraaf · Kasteel De Burght · Kasteel Cartils · Cloppenburg (Oost-Maarland) · Kasteel Cortenbach · Huis De Dael · Dammerscheid · Kasteel De Bockenhof · De Donck (Sevenum) · De Donck (Swolgen) · De Dorth ·  Huis ten Dijcken · Kasteel Doenrade · De Doom · Douve · Douvenrade · De Dries · Kasteel Erenstein · Kasteel Eijsden · Eijsden · Einrade · Kasteel Elsloo · Ensenbroek · Eperhuis · Etzenraderhuuske · Exaten · Kasteel Eijckholt · Kasteel Eyckholt · Eys · Gastendonck · Kasteel Genbroek · Gebroken Slot · Kasteel Geijsteren · Kasteel Op Genhoes · Kasteel Genhoes · Genneperhuis · Kasteel Het Geudje · Kasteel Geulle · Kasteel Geusselt · Geijsteren · Gen Heck · Ghoor · Kasteel Goedenraad · Kasteel Grasbroek · Kasteel Groenendaal · Groethof · Groot Paarlo · Kasteel van Gronsveld · De Gun ·Kasteel Haeren · Kasteel Den Halder · Heerlaer · Heeze · Heijen · 's-Herenanstel · Kasteel Hillenraad · Kasteel Hoensbroek · Hoenshuis · Holstrate · Holtmühle · Huize Holtum · Kasteel Horn · De Horst · Huys ter Horst · Ten Hove (Grathem) · Ten Hove (Panningen) · Huis Brias · Huis Darth ·  Kasteel Hurpesch · Kasteel Sint-Jansgeleen · Kasteel Jerusalem · Kasteel Kaldenbroek · Den Kamp · Kasteel Karsveld · Kasteel Keverberg · Klein Paarlo · Klimmender Huuske · De Kolck · Koppelberg · Laar · Landsfort · Kasteel Lemiers · Kasteelruïne Lichtenberg · Kasteel Limbricht · Lonesteyn · Huize Lovendael · Mazenburg · Kasteel van Meerlo · Kasteel Meerssenhoven · Meezenbroek · Kasteel van Mheer · Middelaar · Kasteel Millen · Kasteel Montfort · Movert · Mulrode · De Munt · Château Neercanne · Kasteel Neubourg · Nienghoor · Huis Nierhoven · Kasteel Nieuwenbroeck · Nije Huys · Kasteel Nijenborgh · Kasteel Nijswiller · Nijthuysen · Kasteel Obbicht · Oedenrade · Kasteel Ooijen · Kasteel Oost (Valkenburg) · Kasteel Oost (Oost-Maarland) · Kasteel Ouborg · Overen · Kasteel Passarts-Nieuwenhagen · Prickenis · Prinsenhof · Puth · De Putting · Raath · De Raay · Ravenhof · Kasteel Reijmersbeek · Kasteel van Rijckholt · Kasteel Rivieren · Rodenbroek · Rosendaal · Kasteel Schaesberg · Kasteel Schaloen · Te Scharen · Schenkenburg · Kasteel Scheres · De Spijker (Geijsteren) · De Spijker (Leeuwen) · Huis Severen · Sibberhuuske · Château St. Gerlach · Spraland · Huis De Spyker · Huize Stalberg · Stalberg (Wellerlooi) · De Steeg · Kasteel Stein · Steinhagen · Steenen Huis · Stoel van Swentibold · Strijthagen (Landgraaf) · Strijthagen (Welten) · Struyver · Kasteel Terborgh · Terlinden (Wijnandsrade) · Terveurdt · Ter Weyer · Kasteel Ter Worm · De Tombe · Huis De Torentjes · Triest · Trippaert · Kasteel Vaalsbroek · Kasteel Vaeshartelt · Valkenburg · Vliek · De Vroenhof · Vrijburg · Kasteel Wambach · Warenberg · Well · Weyershof ·  Wijlre · Kasteel Wijnandsrade · Wijnandsrade · Wijnantshof · Wissegracht · Huize Witham · Kasteel Wittem · Wolfrath · Wylre